# Оппенгеймер (лунный кратер)
Кратер Оппенгеймер (лат. Oppenheimer) — огромный древний ударный кратер в южном полушарии обратной стороны Луны. Название присвоено в честь американского физика-теоретика Роберта Оппенгеймера (1904—1967) и утверждено Международным астрономическим союзом в 1970 г. Образование кратера относится к нектарскому периоду.

## Описание кратера

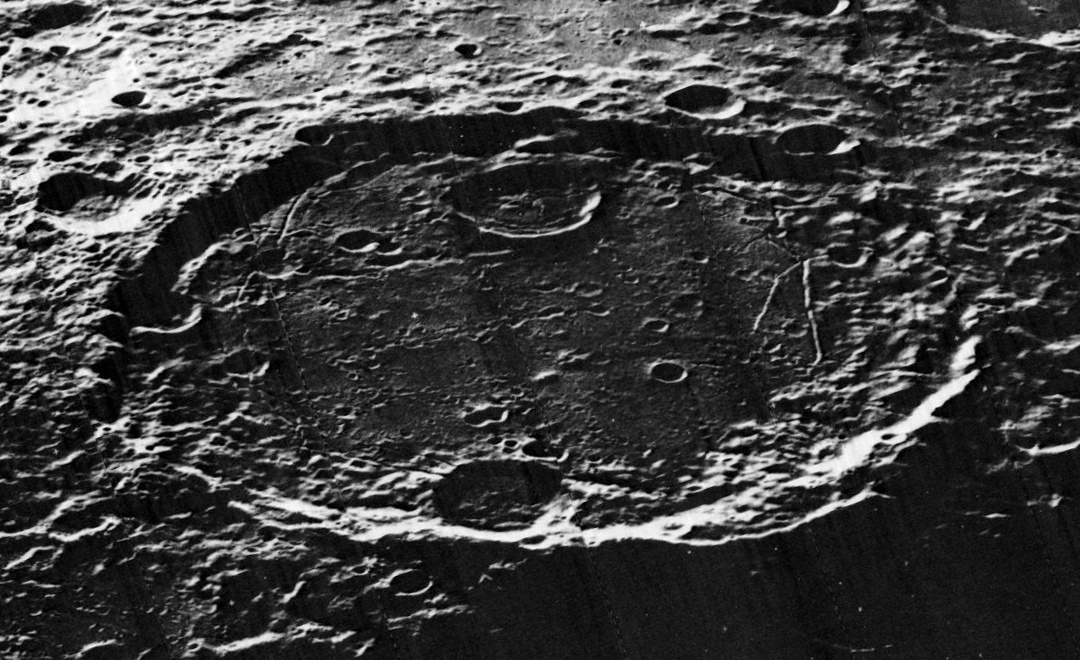
Снимок зонда Lunar Orbiter - V (север справа).

Ближайшими соседями кратера являются кратер Румфорд на севере-северо-западе; кратер Уокер на севере-северо-востоке; кратер Аполлон на востоке; кратер Максутов на юге-юго-западе и кратер Дэвиссон на западе-юго-западе. Селенографические координаты центра кратера 35°19′ ю. ш. 166°02′ з. д. / 35,32° ю. ш. 166,03° з. д., диаметр 201 км, глубина 3,1 км.
Кратер Оппенгеймер имеет полигональную форму и значительно разрушен. Вал сглажен, южная и северная оконечности вала практически сравнялись с окружающей местностью. Внутренний склон вала необычно узок в западной части и значительно шире в восточной, юго-восточная часть внутреннего склона перекрыта сателлитным кратером Оппенгеймер H. По периметру подножия внутреннего склона располагается система борозд. Дно чаши сравнительно ровное, в западной части чаши расположено три больших области с низким альбедо, предположительно образованные пирокластическими отложениями, в одной из этих областей расположен сателлитный кратер Оппенгеймер U. В восточной части чаши расположено четыре небольших участка с низким альбедо.

## Сателлитные кратеры
| Оппенгеймер | Координаты                                              | Диаметр, км |
| ----------- | ------------------------------------------------------- | ----------- |
| F           | 34°59′ ю. ш. 160°38′ з. д. / 34,98° ю. ш. 160,64° з. д. | 35,9        |
| H           | 36°45′ ю. ш. 163°22′ з. д. / 36,75° ю. ш. 163,37° з. д. | 32,9        |
| R           | 37°26′ ю. ш. 170°25′ з. д. / 37,43° ю. ш. 170,42° з. д. | 34,5        |
| U           | 34°28′ ю. ш. 168°08′ з. д. / 34,47° ю. ш. 168,14° з. д. | 37,1        |
| V           | 32°08′ ю. ш. 172°58′ з. д. / 32,13° ю. ш. 172,97° з. д. | 32,0        |
| W           | 32°25′ ю. ш. 168°58′ з. д. / 32,41° ю. ш. 168,97° з. д. | 19,2        |

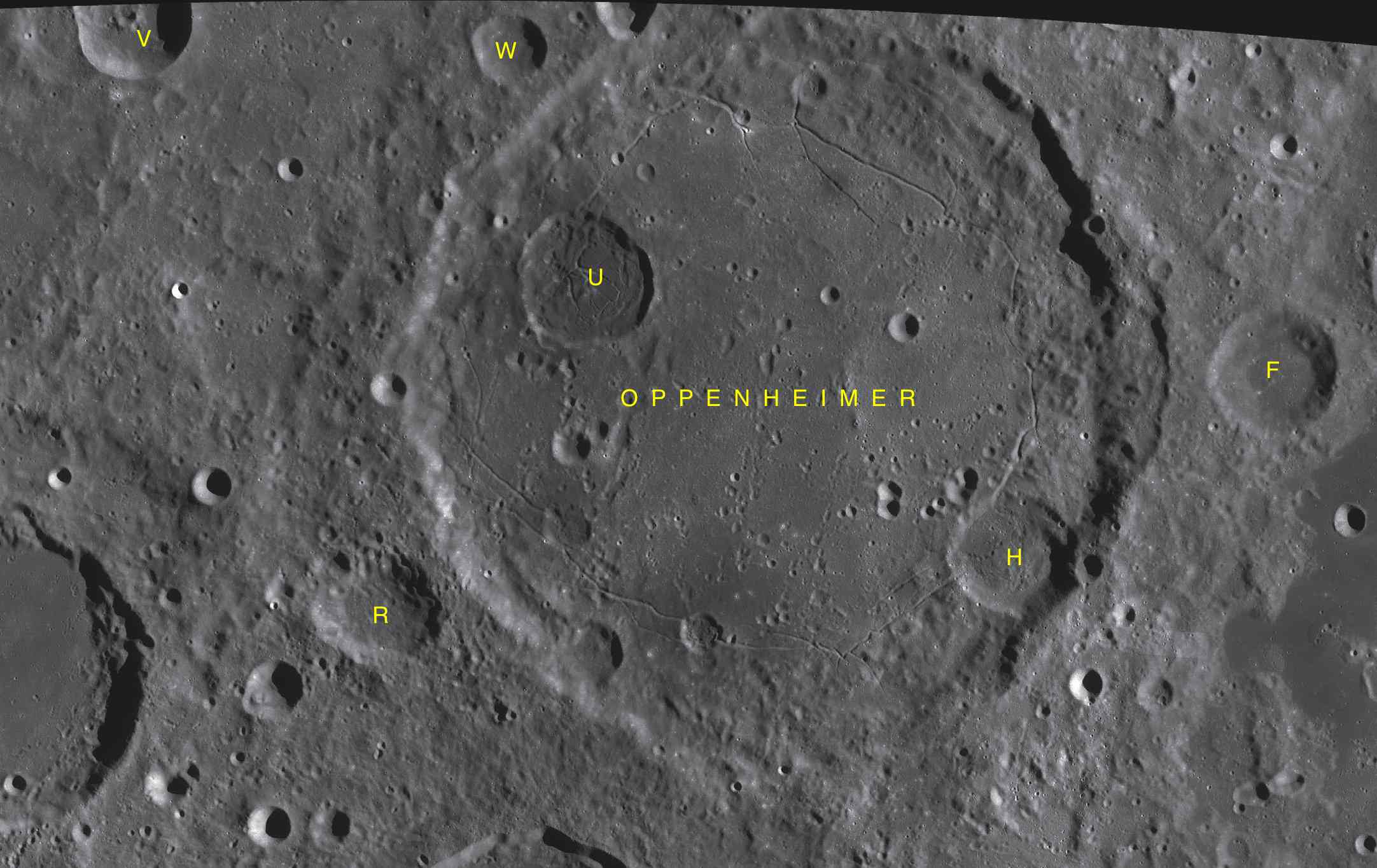
Фрагмент карты LAC-120.

- Образование сателлитных кратеров Оппенгеймер F и H относится к нектарскому периоду[1].
- Образование сателлитного кратера Оппенгеймер U относится к раннеимбрийскому периоду[1].
- Образование сателлитного кратера Оппенгеймер V относится к эратосфенскому периоду[1].